# Charles-Auguste Yvart
Pour les articles homonymes, voir Yvart.
Charles-Auguste Yvart, plus communément appelé Yvart, né le 17 octobre 1798 à Bruges (Belgique), alors département français de la Lys, et mort le 11 novembre 1873 à Boulogne-sur-Mer (Pas-de-Calais), est un vétérinaire français, neveu de Victor Yvart. Professeur à l'École vétérinaire d'Alfort, il est connu comme étant le créateur de la race ovine Ile de France,.

Inspecteur général des écoles vétérinaires et des bergeries de l'État, directeur de l'École vétérinaire d'Alfort, surnommé le grand moutonnier, il créa dans l'École, à partir de 1840, un troupeau constitué primitivement à partir de croisements entre des brebis métisses Mérinos de Rambouillet x  Dishley (en) avec un bélier Mérinos de Rambouillet de la variété Mauchamp (à laine soyeuse). Le métissage et la sélection débouchèrent sur la fixation d'un type de mouton à viande ayant conservé les qualités lainières du Mérinos, réalisant le but poursuivi d'emballer le Dishley dans la toison d'un Mérinos selon son expression, tout en diminuant l'adiposité pour répondre à la demande française.
Appelée d'abord race d'Alfort puis race de Grignon à la suite de son transfert dans l'école d'agronomie de même nom, ou race Dishley-Mérinos, elle prit son nom définitif de race d'Ile de France en 1922 à la suite de sa diffusion dans les fermes du Bassin parisien.
Yvart a créé le concours des bœufs gras de Poissy, vitrine destinée à montrer des modèles d'animaux de boucherie correspondant aux besoins nouveaux de consommation de produits carnés dans la société nouvelle industrielle et commerçante apparue avec la Restauration puis le Second Empire.
À la fois bon administrateur et homme de terrain, très intégré dans le monde de l'élevage, il est de ceux qui ont contribué à l'introduction en France du bovin Durham et du mouton Dishley (en). Ces deux races anglaises ont influencé l'élevage français autant sinon plus par leur valeur d'exemple, par la démonstration de ce que la sélection animale permettait d'obtenir associée aux progrès techniques de l'Agriculture, que par leur influence directe sur les races françaises ou la création de races nouvelles.